# Дельта (родовище)
Дельта — офшорне нафтове родовище, розташоване у румунському секторі Чорного моря.

## Опис
Родовище відкрили у 2007 році внаслідок спорудження свердловини Delta 4, яка виявила нафту у відкладеннях альбу.
Існує оцінка запасів родовища на рівні 30 млн барелів нафти.
Розташування Дельти поблизу від родовища Лебада-Захід дозволило організувати його розробку з використанням існуючої інфраструктури. Для цього з платформи для розміщення фонтанних арматур PFS7 пробурили свердловину Delta 6 довжиною 4,8 км, яка має горизонтальну ділянку довжиною 3 км. Видобуток з цієї свердловини почався у 2009-му із рівня 2200 барелів нафтового еквівалента на добу, причому після завершення модифікації платформи він мав досягнути 3400 барелів нафтового еквівалента на добу.